# Tasil
Tasil (arab. تسيل) – miasto w Syrii, w muhafazie Dara. W 2004 roku liczyło 15 985 mieszkańców.